# Otto von Böhlau
Otto von Böhlau (* 14. Juli 1820 in Espenhain; † 16. Juli 1893 in Dresden) war ein sächsischer Rittergutsbesitzer und Parlamentarier.

## Leben

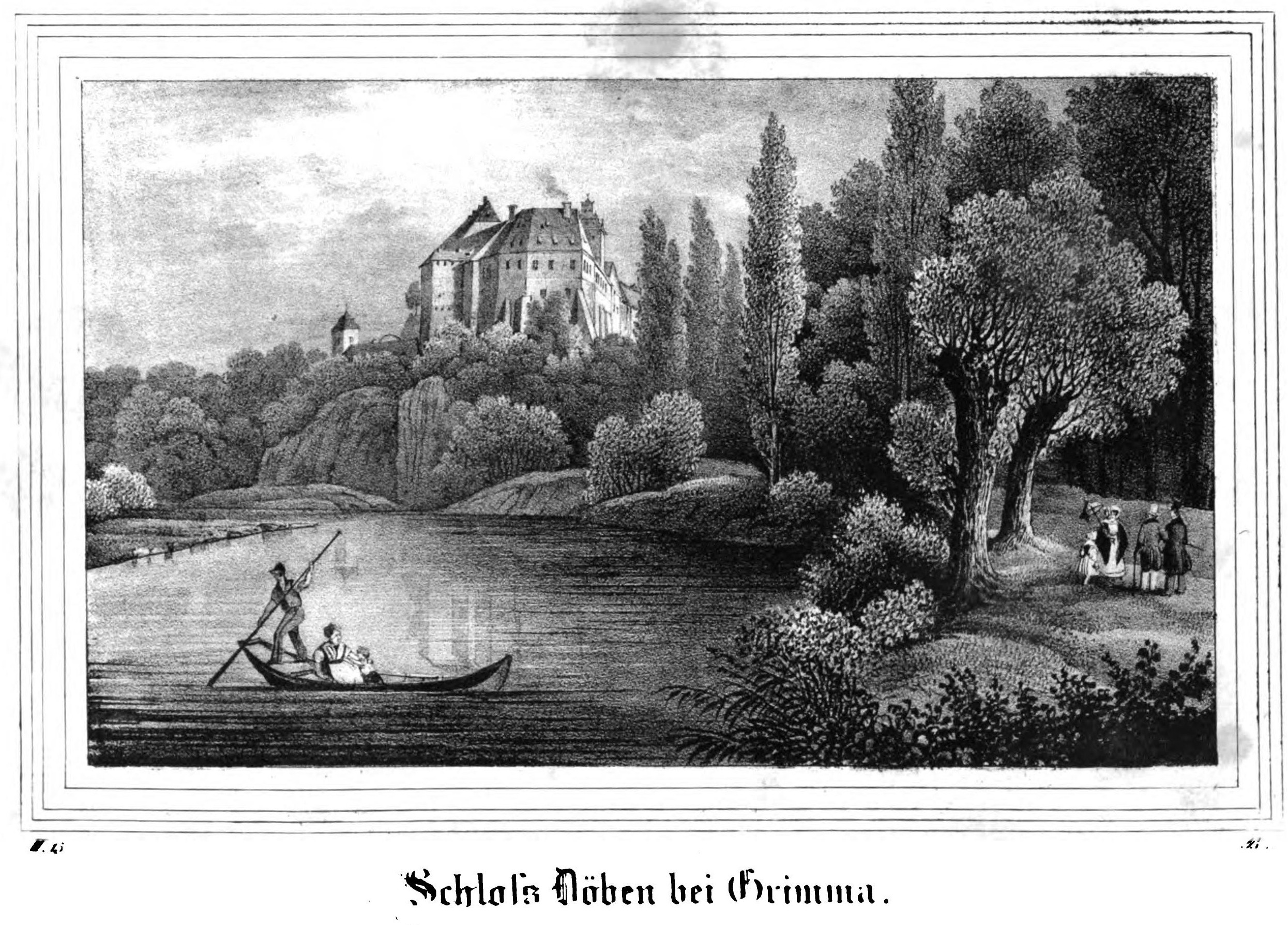
Schloss Döben an der Mulde vor der Brandkatastrophe von 1857

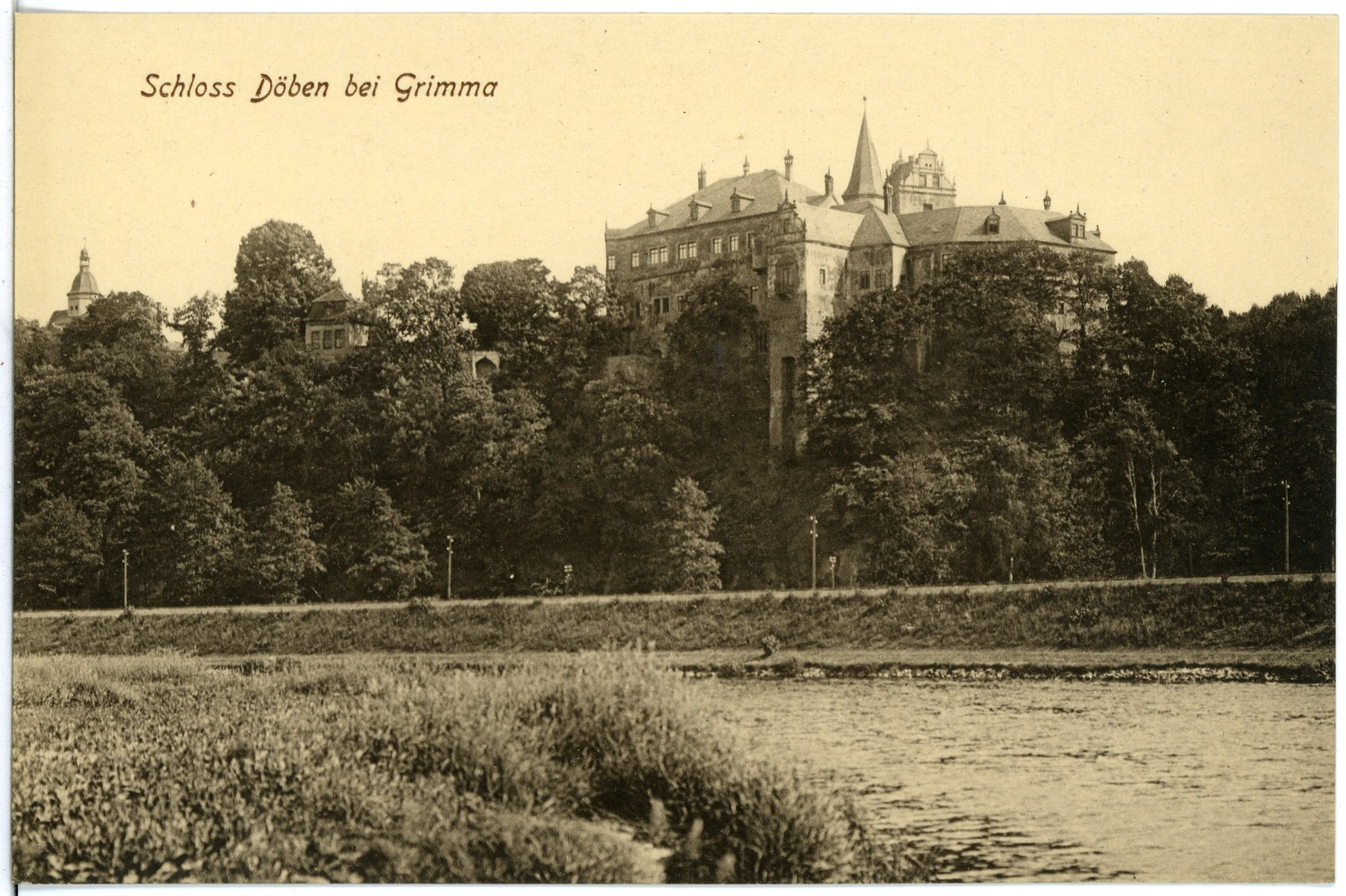
Schloss Döben (1915)

Er stammte aus dem sächsischen Adelsgeschlecht von Böhlau und war der Sohn von Franz Christoph Ehrenreich von Böhlau auf Döben und seiner Ehefrau Louise Karoline von Böhlau. Nach dem Tod der Eltern erbte er 1840 deren Besitzungen und wurde Rittergutsbesitzer in Döben, Haubitz und Oelzschau, wobei letzteres Gut in der preußischen Provinz Sachsen lag. Zum Rittergut Döben gehörte auch eine eigene Brauerei, die bis in das 20. Jahrhundert bestand. Ein Großbrand 1857 zerstörte die schlossartigen Gebäude des Rittergutes Döben nahezu völlig. Anschließend ließ Otto von Böhlau den Rittergut im Stil der Neorenaissance wiedererrichten. Am Ende des Zweiten Weltkrieges wurde das Schloss Döben durch Artilleriebeschuss schwer beschädigt und die Ruine 1971 abgetragen.
Otto von Böhlau ließ sich in der Eigenschaft des Rittergutsbesitzers als Landtagsabgeordneter aufstellen und wurde 1851/1852 für den Leipziger Kreis zum Abgeordneten der Rittergutsbesitzer zur I. Kammer des Sächsischen Landtags gewählt. Später erfolgte seine Wahl zum Abgeordneten der Rittergutsbesitzer auf Lebenszeit. Im Sommer 1893 starb er in der sächsischen Landeshauptstadt Dresden.

## Familie
Otto von Böhlau war seit 1850 mit Amalie Auguste geborene aus dem Winkel verheiratet. Aus dieser Ehe ging neben sieben weiteren Töchtern die Tochter Herta (* 27. April 1859) hervor, die den Offizier Günther Graf von der Schulenburg-Hehlen ehelichte. Sein einziger Sohn (Karl) Carl Christoph Ehrenreich von Böhlau wurde letzter adeliger Besitzer des Rittergutes Döben, das durch die Bodenreform im Herbst 1945 enteignet wurde.